# Petelovo
Petelovo (bulgariska: Петелово) är ett distrikt i Bulgarien.   Det ligger i kommunen Obsjtina Tjernootjene och regionen Kărdzjali, i den centrala delen av landet, 200 km sydost om huvudstaden Sofia. Antalet invånare är 280. Arean är 7,3 kvadratkilometer.